# Flykälen
Flykälen är en by i Laxsjö distrikt (Laxsjö socken) i Krokoms kommun, Jämtlands län, som ligger mellan Storån och Öjån. 
Byn grundades senast år 1822 av nybyggare från Hammerdals socken.
Skolan i Flykälen byggdes 1891–1893, och en ny skola öppnades 1947. Idag sker ingen undervisning i skolan, utan den används som bygdegård.
Under byns festivalvecka, Flykälenveckan i juli, anordnas sedan 2004 en stor tävling i traktorpulling. Flykälens slogan lyder: "Byn med drag i!"